# Либреттология
Либреттология — наука о либретто как литературной основе вокальных произведений, изучающая соотношение либретто и литературных источников, а также роль либретто в истории культуры.

## История
Одним из первых исследователей в области либреттологии был Ульрих Вайсштайн, специалист по компаративной литературе и компаративному искусству, который в своих работах много внимания уделял изучению оперы. Его эссе «Либретто как литература» (англ. The Libretto as Literature, 1961) было посвящено историческим, культурным и литературным аспектам изучения либретто. По мнению некоторых исследователей, сам термин «либреттология» приобрёл известность благодаря работам Вайсштайна.
Специальное внимание либретто как значимому элементу оперы уделял американский музыковед Патрик Джон Смит, опубликовавший в 1970 году книгу «Десятая муза: Исторический очерк оперного либретто» (англ. The Tenth Muse, a Historical Study of the Opera Libretto). В германской традиции значительным шагом в изучении либретто стал сборник трудов «Опера как текст: Изучение либретто в рамках романистики» (нем. Oper als Text: Romanistische Beiträge zur Libretto-Forschung; 1986), подготовленный профессором Бамбергского университета Альбертом Гиром; другие учёные, внёсшие заметный вклад в развитие этой дисциплины, — Клаус Гюнтер Юст, Курт Хонолка, Кристоф Нидер. В романском научном сообществе легитимация либреттологии как особой отрасли исследований была проведена в работе Мариз Жёлан-Мейно «Легитимность либреттологии» (фр. Légitimité de la librettologie; 1976).
В СССР «остро поставил вопрос о настоятельной необходимости изучения оперных сценариев (а также выработке специальной теории „либреттологии“)» харьковский музыковед Григорий Ганзбург, придавший термину «либретто» расширительный характер: по Ганзбургу, в качестве либретто следует рассматривать «любой литературный (словесный) текст, который, вступая во взаимодействие с музыкой, образует синтетическое произведение», то есть не только сценарий оперы, оперетты или балета, но и вербальный элемент песни, романса, хора, мелодекламации и т. п.
В 2000 году в Вене открылся Институт Да Понте (нем. Da Ponte Institut, по имени выдающегося либреттиста Лоренцо да Понте), одним из направлений работы которого объявлена либреттология — преимущественно на материале оперы XVII—XVIII веков.